# The Great Deceiver
The Great Deceiver — концертный 4-дисковый бокс-сет King Crimson, выпущенный в 1992 году.
Бокс-сет содержит живые записи группы 1973 и 1974 гг. На всех записях представлены Роберт Фрипп, Джон Уэттон, Дэвид Кросс и Билл Бруфорд. Джеми Мюир, который покинул группу в начале 1973 года, не принимал участие в записях. Концерт 1974 года в Провиденс, США представлен полностью на первых двух дисках, это второй и последний концерт, исполненный таким составом King Crimson.

## Список композиций

### Диск 1: Things Are Not as They Seem…
- Записано в Palace Theatre, Провиденс, США, 30 июня 1974.

1. «Walk On… No Pussyfooting» — 0:52 (Роберт Фрипп, Брайан Ино)
2. «Larks' Tongues in Aspic, Part Two» — 6:12 (Фрипп)
3. «Lament» — 4:04 (Фрипп, Джон Уэттон, Ричард Палмер-Джеймс)
4. «Exiles» — 7:00 (Дэвид Кросс, Фрипп, Палмер-Джеймс)
5. «A Voyage to the Centre of the Cosmos» — 14:41 (Кросс, Фрипп, Wetton, Билл Бруфорд)
6. «Easy Money» — 7:14 (Фрипп, Уэттон, Палмер-Джеймс)
7. «Providence» — 9:47 (Кросс, Фрипп, Уэттон, Бруфорд)
8. «Fracture» — 10:47 (Фрипп)
9. «Starless» — 11:56 (Кросс, Фрипп, Уэттон, Бруфорд, Палмер-Джеймс)

### Диск 2: Sleight of Hand (or Now You Don’t See It Again) and…
- Треки 1—2 записаны в Palace Theatre, Провиденс, США, 30 июня 1974.
- Треки 3—11 записаны в Glasgow Apollo, Глазго, Великобритания, 23 октября 1973.
- Треки 12—13 записаны в государственном университете Пенсильвании, State College, США, 29 июня 1974.

(Только первая половина «The Night Watch» записана во время выступления в Глазго, вторая часть записана в Цюрихе и представлена на четвёртом диске.)
1. 21st Century Schizoid Man — 7:32 (Фрипп, Иэн Макдональд, Грег Лейк, Майкл Джайлз, Питер Синфилд)
2. Walk off from Providence… No Pussyfooting — 1:15 (Фрипп, Ино)
3. Sharks' Lungs in Lemsip — 2:38 (Кросс, Фрипп, Уэттон, Бруфорд)
4. Larks' Tongues in Aspic, Part One — 7:25 (Кросс, Фрипп, Уэттон, Бруфорд, Джеми Мюир)
5. Book of Saturday — 2:49 (Фрипп, Уэттон, Палмер-Джеймс)
6. Easy Money — 6:43 (Фрипп, Уэттон, Палмер-Джеймс)
7. We’ll Let You Know — 4:54 (Кросс, Фрипп, Уэттон, Бруфорд)
8. The Night Watch — 4:54 (Фрипп, Уэттон, Палмер-Джеймс)
9. Tight Scrummy — 8:27 (Кросс, Фрипп, Уэттон, Бруфорд)
10. Peace: A Theme — 1:01 (Фрипп)
11. Cat Food — 4:14 (Фрипп, Синфилд, Макдональд)
12. Easy Money — 2:19 (Фрипп, Уэттон, Палмер-Джеймс)
13. …It Is for You, but Not for Us — 7:25 (Кросс, Фрипп, Уэттон, Бруфорд)

### Диск 3: …Acts of Deception (the Magic Circus, or Weasels Stole Our Fruit)
- Треки 1—11 записаны в Stanley Warner Theatre, Питсбург, США, 29 апреля 1974.
- Треки 12—13 записаны в государственном университете Пенсильвании, State College, США, 29 июня 1974.

1. No Pussyfooting — 1:15 (Фрипп, Ино)
2. The Great Deceiver — 3:32 (Фрипп, Уэттон, Палмер-Джеймс)
3. Bartley Butsford — 3:13 (Кросс, Фрипп, Уэттон, Бруфорд)
4. Exiles — 6:23 (Кросс, Фрипп, Палмер-Джеймс)
5. Daniel Dust — 4:40 (Кросс, Фрипп, Уэттон, Бруфорд)
6. The Night Watch — 4:18 (Фрипп, Уэттон, Палмер-Джеймс)
7. Doctor Diamond — 4:52 (Кросс, Уэттон, Фрипп, Бруфорд, Палмер-Джеймс)
8. Starless — 11:36 (Кросс, Фрипп, Уэттон, Бруфорд Палмер-Джеймс)
9. Wilton Carpet — 5:52 (Кросс, Фрипп, Уэттон, Бруфорд)
10. The Talking Drum — 5:29 (Кросс, Фрипп, Уэттон, Бруфорд, Мюир)
11. Larks' Tongues in Aspic, Part Two (abbreviated) — 2:22 (Фрипп)
12. Applause and announcement — 2:19
13. Is There Life Out There? — 11:50 (Кросс, Фрипп, Уэттон, Бруфорд)

### Диск 4: …But Neither are They Otherwise
- Треки 1—4 записаны в Massey Hall, Торонто, Канада, 24 июня, 1974.
- Треки 5—12 записаны в Volkshaus, Цюрих, Швейцария, 15 ноября 1973.

1. The Golden Walnut — 11:14 (Кросс, Фрипп, Уэттон, Бруфорд)
2. The Night Watch — 4:22 (Фрипп, Уэттон, Палмер-Джеймс)
3. Fracture — 10:48 (Фрипп)
4. Clueless and Slightly Slack — 8:36 (Кросс, Фрипп, Уэттон, Бруфорд)
5. Walk On … No Pussyfooting — 1:00 (Фрипп, Ино)
6. Some Pussyfooting — 2:23 (Кросс, Фрипп, Уэттон, Бруфорд)
7. Larks' Tongues in Aspic, Part One — 7:41 (Кросс, Фрипп, Уэттон, Бруфорд, Мюир)
8. The Law of Maximum Distress, Part One — 6:31 (Бруфорд, Кросс, Фрипп, Уэттон)
9. The Law of Maximum Distress, Part Two — 2:17 (Бруфорд, Кросс, Фрипп, Уэттон)
10. Easy Money — 6:57 (Фрипп, Уэттон, Палмер-Джеймс)
11. Some More Pussyfooting — 5:50 (Кросс, Фрипп, Уэттон, Бруфорд)
12. The Talking Drum — 6:05 (Кросс, Фрипп, Уэттон, Бруфорд, Мюир)

## Участники записи
- Роберт Фрипп — гитара, меллотрон, электро-фортепиано;
- Джон Уэттон — бас-гитары, вокал;
- Дэвид Кросс — скрипка, меллотрон, электро-фортепиано;
- Билл Бруфорд — ударные, перкуссия.